# Zeugomantispa viridula
Zeugomantispa viridula là một loài côn trùng trong họ Mantispidae thuộc bộ Neuroptera. Loài này được Erichson mô tả vào năm 1839.